# Chrześcijaństwo w Japonii
Chrześcijaństwo (jap. キリスト教 Kirisuto-kyō) (od słów: port. Cristo → Chrystus i jap. kyō → nauka, doktryna) przypuszczalnie pojawiło się śladowo w Japonii jako nestorianizm w XIII wieku, jednak faktycznie dopiero w formie rzymskiego katolicyzmu dotarło do Japonii w 1549, kiedy św. Franciszek Ksawery przybył do Kagoshimy na wyspie Kiusiu. Po początkowym okresie tolerancji wobec nowej religii, siogunowie od końca XVI wieku zaczęli coraz surowiej zwalczać chrześcijaństwo. Edykt zniszczenia chrześcijaństwa z 1614 zakazał wyznawania tej religii w całej Japonii i rozpoczął długi okres okrutnych prześladowań religijnych. Japońscy katolicy zaczęli praktykować swoją religię w ścisłej tajemnicy, tworząc z czasem grupę „ukrytych chrześcijan” (kakure-kirishitan), którzy przetrwali bez duchownych, pism religijnych i organizacji kościelnej ponad 250 lat.
Dopiero gdy w Nagasaki wybudowano pierwszy po okresie prześladowań kościół katolicki (Bazylika 26 męczenników japońskich), w 1865 japońscy „ukryci chrześcijanie” zaczęli publicznie ujawniać swoją wiarę. W 1859 przybyli do Japonii pierwsi protestanccy misjonarze, którzy wraz z misjonarzami i zakonami katolickimi rozpoczęli ponowną ewangelizację kraju. Konstytucja Meiji w 1890 roku zalegalizowała chrześcijaństwo. W latach 20. i 30. XX wieku nastąpił znaczny wzrost konwersji na wyznania protestanckie i katolicyzm. Powstały liczne instytucje religijne.
Obowiązująca obecnie Konstytucja Japonii z 1946 roku (weszła w życie 3 maja 1947) potwierdza równość wszystkich religii, wolność wyznania i konwersji. Chrześcijaństwo jest stałym, chociaż marginalnym zjawiskiem w Japonii, bardziej widocznym w sferze kulturowej i komercyjnej (np. śluby, Boże Narodzenie), niż religijnej. Współcześnie (2003) w Japonii jest ok. 510 tys. katolików, ok. 30 tys. wyznawców prawosławia, ponad 214 tys. Świadków Jehowy i ponad 120 tys. mormonów. Ogółem liczba chrześcijan wynosi ok. 2 mln osób, czyli 1% ludności Japonii.

## Kalendarium historii chrześcijaństwa w Japonii[6][7][8]

### Wprowadzenie chrześcijaństwa
- 1549 – 15 sierpnia św. Franciszek Ksawery ląduje w Kagoshimie i rozpoczyna swoją działalność misyjną na Kiusiu i w zachodniej części Honsiu.
- 1550 – portugalski statek z katolickimi misjonarzami przybywa do Hirado.
- 1551 – powstaje pierwszy w Japonii kościół chrześcijański w Yamaguchi.
- 1562 – Sumitada Ōmura (1533–1587) otwiera dla Europejczyków port Yokoseura. W następnym roku Ōmura zostaje pierwszym daimyō konwertowanym na katolicyzm. Niektóre japońskie elity przyjmują katolicyzm głównie ze względów politycznych i ekonomicznych (uzyskanie nowoczesnej broni i technologii oraz zamiar osłabienia wpływów potężnych klasztorów buddyjskich).
- 1565 – w porcie Fukuda rozpoczyna się handel z Portugalią i Hiszpanią.
- 1569 – katolicki kościół (jap.: namban-ji, „świątynia południowych barbarzyńców”) pw. Wszystkich Świętych (Todos os Santos) zostaje zbudowany w Nagasaki.
- 1571 – otwarcie portu w Nagasaki dla handlu europejskiego. Pierwszy portugalski statek przybywa do Nagasaki.
- 1576 – pierwszy kościół (namban-dera) pw. Wniebowzięcia NMP powstał w stolicy cesarskiej Kioto.
- 1580 – jezuita Alessandro Valignano zakłada pierwsze seminarium duchowne, instytut szkolenia japońskich księży i zakonników w Arimie. Sumitada Ōmura ceduje Nagasaki i Mogi na Towarzystwo Jezusowe.
- 1582 – poselstwo japońskich katolików (Misja Tenshō) wypływa statkiem handlowym z Nagasaki do Rzymu, do papieża.
- 1584 – Harunobu Arima ceduje Urakami na Towarzystwo Jezusowe.

### Prześladowania religijne
- 1587 – Sumitada Ōmura umiera. Wzrasta wrogość wobec misjonarzy, podejrzewanych o szpiegostwo i szerzenie imperializmu europejskiego. Siogun Hideyoshi Toyotomi uznaje chrześcijaństwo za zagrożenie i wydaje pierwszy rozkaz deportacji misjonarzy katolickich z Japonii. Kościół w Kioto, jak wiele innych, zostaje zniszczony.
- 1588 – Toyotomi obejmuje Nagasaki swoją bezpośrednią kontrolą i konfiskuje cały majątek kościelny.
- 1590 – misja Tenshō wraca z Rzymu do Nagasaki. W Kazusa zaczyna działać pierwsza drukarnia w Japonii, gdzie jezuici do 1612 drukują książki religijne.
- 1592 – Toyotomi ustanawia sąd do karania katolików w Nagasaki.
- 1597 – dwudziestu sześciu katolików zostaje straconych na wzgórzu Nishizaka w Nagasaki (Męczennicy z Nagasaki, kanonizowani w 1862)
- 1600 – Bitwa pod Sekigaharą centralizuje władzę i hegemonię rodu Tokugawa w całej Japonii. Siogun Ieyasu Tokugawa widzi w chrześcijaństwie zagrożenie dla jedności, ładu społecznego i bezpieczeństwa kraju. Kalwińscy Holendrzy, mylnie uznawani w Japonii za nie-chrześcijański naród, zastępują Portugalczyków i Hiszpanów w handlu z Japonią.
- 1609 – w Hirado powstaje Holenderska Kompania Wschodnioindyjska.
- 1612 – na terenach bezpośrednio kontrolowanych przez siogunat Tokugawa, w tym w Nagasaki, zostaje wydany kolejny antychrześcijański edykt.
- 1613 – Tsunenaga Hasekura jest wysłany do Europy jako pierwszy japoński ambasador. Po powrocie do Japonii w 1620 wkrótce umiera, a jego rodzina zostaje wymordowana.
- 1613 – w Hirado powstaje Brytyjska Kompania Wschodnioindyjska.
- 1614 – Edykt o wygnaniu misjonarzy (usunięciu chrześcijaństwa) obejmuje cały kraj. Misjonarze są zmuszeni do opuszczenia kraju, a oporni są torturowani i zabijani. Podobnie traktowani są wszyscy japońscy katolicy, którzy nie wyrzekną się wiary. Wszystkie kościoły, pisma i przedmioty chrześcijańskie zostają zniszczone.
- 1616 – zagraniczne statki, z wyjątkiem chińskich, mogą przybywać tylko do Nagasaki i Hirado.
- 1619–1622 – „Wielkie Męczeństwo Genna” – obława na katolików w całej Japonii, m.in. 55 katolików jest torturowanych i zabitych na wzgórzu Nishizaka w Nagasaki, a 52 (w tym 11 dzieci) spalonych na stosach w Kioto.
- 1620 – budowa świątyni buddyjskiej Tōmei-zan Kōfuku-ji w Nagasaki w celu osłabienia wpływów katolickich.
- 1628 – obowiązkowe sprawdzanie lojalności poprzez deptanie katolickich obrazów (fumi-e) zostaje wprowadzone w Nagasaki i sąsiednich miastach.
- 1629 – budowa świątyni Sōfuku-ji jako część działań anty-katolickich w Nagasaki.
- 1634 – „ukryci chrześcijanie” przyjmują kalendarz świąt religijnych, tzw. „Kalendarz Ojca Bastiana”.
- 1635 – nasila się polityka izolacjonizmu (sakoku); Japończykom nie wolno wyjeżdżać z kraju ani wracać z zagranicy. Handel z Chinami jest ograniczony do portu w Nagasaki.
- 1636 – budowa enklawy handlu europejskiego na wyspie Dejima.
- 1637/1638 – powstanie na półwyspie Shimabara kończy się klęską katolickich powstańców.
- 1639 – zakaz przybywania europejskich statków do Japonii. Monopol na handel zagraniczny otrzymują Holandia i Chiny.
- 1639–1642 – w Ōkago w północnej części Honsiu (region Tōhoku) stracono 309 katolików za odmowę apostazji (Park Męczeństwa Chrześcijan w Ōkago)[9]
- 1641 – Holenderska Kompania Wschodnioindyjska zostaje przeniesiona z Hirado na wysepkę Dejima.
- 1644 – ostatni duchowny katolicki w Japonii (ks. Mancio Konishi) zostaje zamordowany.
- 1657 – „Obława Kūri” (Kūri Kuzure) w Ōmura. W sumie stracono 411 chrześcijan.
- 1776 – początek emigracji chrześcijańskich rolników z Sotome na wyspy Gotō.
- 1853 – amerykańska flota przybywa do Japonii i wymusza otwarcie kraju na handel zagraniczny (Traktat z Kanagawy).
- 1856 – „Obława Urakami” (Urakami Sanban Kuzure). Przymusowe wysiedlenie tysięcy chrześcijan z Kiusiu na wyspę Honsiu.
- 1859 – powstała Cerkiew Zmartwychwstania Pańskiego w Hakodate, pierwsza cerkiew w Japonii.
- 1859 – pierwszy protestancki (prezbiteriański) misjonarz – James Curtis Hepburn[a] – przybył do Japonii.
- 1862 – w Jokohamie zbudowano pierwszy po ponad 250 latach kościół (dzisiejsza Katedra Najświętszego Serca w Jokohamie)[10].
- 1865 – 17 marca po raz pierwszy po ponad 250 latach „ukryci chrześcijanie” ujawniają się w kościele Ōura w Nagasaki (Bazylika 26 męczenników japońskich).
- 1870 – torturowanie i zamordowanie 36 deportowanych chrześcijan w Tsuwano (Kaplica Maria Seidō).
- 1870 – Rosyjska misja prawosławna w Japonii rozpoczęła działalność w Hakodate.

### Legalizacja chrześcijaństwa
- 1873 – oficjalna legalizacja chrześcijaństwa w Japonii pod presją mocarstw europejskich i USA.
- 1882/1900 – protestanci w liczbie 31 361 prowadzą 9 szkół dla chłopców, 15 dla dziewcząt, 39 szkół koedukacyjnych i 7 seminariów teologicznych. Kościół rzymskokatolicki liczył 44 505 wyznawców, a Rosyjska Cerkiew Prawosławna miała 25 698 wyznawców głównie na Hokkaido i w Tokio. Niektórzy niechrześcijańscy przywódcy Japonii rozważali uczynienie chrześcijaństwa religią państwową, aby przyspieszyć okcydentalizację kraju.
- 1889 – misjonarze baptyści przybywają do Japonii.
- 1890 – Konstytucja Meiji ostatecznie potwierdza wolność religijną i pozwala na chrześcijańską działalność misyjną w całym kraju.
- 1895 – Armia Zbawienia rozpoczęła działalność w Japonii.
- 1896 – Kościół Adwentystów Dnia Siódmego rozpoczyna misje.
- 1898 – powstał pierwszy katolicki klasztor w Japonii – klasztor Tenshien w Hakodate[11].

### Od XX wieku do dzisiaj
- 1901–1930 – liczba japońskich protestantów rośnie prawie czterokrotnie, a katolików dwukrotnie.

- 1901 – Kościół Jezusa Chrystusa Świętych w Dniach Ostatnich (mormoni) zakłada misje.
- 1911 – Świadkowie Jehowy rozpoczynają działalność misyjną.
- 1930 – powstał Kościół Anglikański w Japonii.
- 1931 – św. Maksymilian Kolbe zakłada Klasztor Franciszkanów w Nagasaki.
- 1937 – powstaje protestanckie Japońskie Towarzystwo Biblijne.
- 1939 – uchwalenie „Prawa o organizacjach religijnych” (Shūkyō-dantai-hō), które zmusza wszystkich Japończyków do uczestniczenia w państwowych ceremoniach shintō.
- 1945 – 9 sierpnia atak atomowy na Nagasaki powoduje całkowite zniszczenie katolickiej dzielnicy i katedry Urakami oraz m.in. śmierć 10 z 15 tysięcy miejscowych chrześcijan.
- 1946 – Konstytucja Japonii likwiduje państwowy status shintō, potwierdza równość wszystkich religii oraz wolność wyznania i sprzyja nowym konwersjom na chrześcijaństwo w okresie powojennym.
- 1949–1953 – do Japonii przybyło ok. 1500 misjonarzy chrześcijańskich. Pojawiają się nowe Kościoły protestanckie (np. ewangelikalne i zielonoświątkowe) z Europy i Ameryki. Powstają też nowe japońskie wyznania i grupy chrześcijańskie. Wzrosły konwersje wśród wykształconej klasy średniej. Liczba protestantów podwoiła się do 400 000, a liczba wyznawców Kościoła rzymskokatolickiego wzrosła ponad 3 razy, do 323 599.
- 1955 – o. Mieczysław Maria Mirochna zakłada Klasztor Franciszkanek w Konagai.
- 1969 – Świadkowie Jehowy organizują pierwszy kongres międzynarodowy w Japonii.
- 1970 – Japoński Kościół Prawosławny (Rosyjski Kościół Prawosławny) otrzymał autonomię.
- 1973 – początek objawień maryjnych i powstanie sanktuarium w klasztorze Służebnic Eucharystii w Akita.
- 1975 – w Tokio została otwarta pierwsza w Japonii i całej Azji świątynia mormonów.
- 1976 – powstała koło Tokio pierwsza japońska Sala Zgromadzeń Świadków Jehowy.
- 1981 – 23–25 lutego. Pierwsza wizyta papieska w Japonii: Podróż apostolska Jana Pawła II do Pakistanu, Azji Wschodniej i na Alaskę, m.in. do Hiroszimy, Tokio i Nagasaki (Klasztor Franciszkanów w Nagasaki).
- 2018 – Ukryte stanowiska chrześcijańskie w regionie Nagasaki zostają wpisane na listę światowego dziedzictwa UNESCO[12]
- 2019 – 23–26 listopada Podróż apostolska Franciszka do Tajlandii i Japonii. Papież odwiedza Hiroszimę, Nagasaki i Tokio (jezuicki Uniwersytet Sophia).

## Znani chrześcijanie japońscy
- Bernardo z Kagoshimy (zm. 1557) jezuita, pierwszy Japończyk w Europie
- Sōrin Ōtomo (1530–1587) daimyō
- Sumitada Ōmura (1533–1587) daimyō
- Harunobu Arima (1567–1612) daimyō
- Mancio Itō (1570–1612) jezuita i dyplomata, rzecznik Misji Tenshō
- Tsunenaga Hasekura (1571–1622) ambasador
- Kanzō Uchimura (1861–1930) pisarz i kaznodzieja
- Inazō Nitobe (1862–1933) ekonomista, pisarz, nauczyciel, dyplomata i polityk
- Toyohiko Kagawa (1888–1960) działacz związkowy, pacyfista
- Rofū Miki (1889–1964) poeta i eseista
- Chiune Sugihara (1900–1986) dyplomata ratujący Żydów w 1940
- Mitsuo Fuchida (1902–1976) pilot, komandor Japońskiej Marynarki Wojennej
- Toshirō Mifune (1920–1997) aktor i producent
- Ayako Miura (1922–1999) pisarka
- Shūsaku Endō (1923–1996) pisarz
- Masaaki Suzuki (ur. 1954) muzyk i dyrygent

Oraz ośmiu premierów Japonii:
- Takashi Hara (w latach 1918–1921)
- Korekiyo Takahashi (w latach 1921–1922 i 1932)
- Shigeru Yoshida (w latach 1946–1947 i 1948-1954)
- Tetsu Katayama (w latach 1947–1948)
- Ichirō Hatoyama (w latach 1954–1956)
- Masayoshi Ōhira (w latach 1978–1980)
- Tarō Asō (w latach 2008–2009)
- Yukio Hatoyama (w latach 2009–2010)

## Galeria

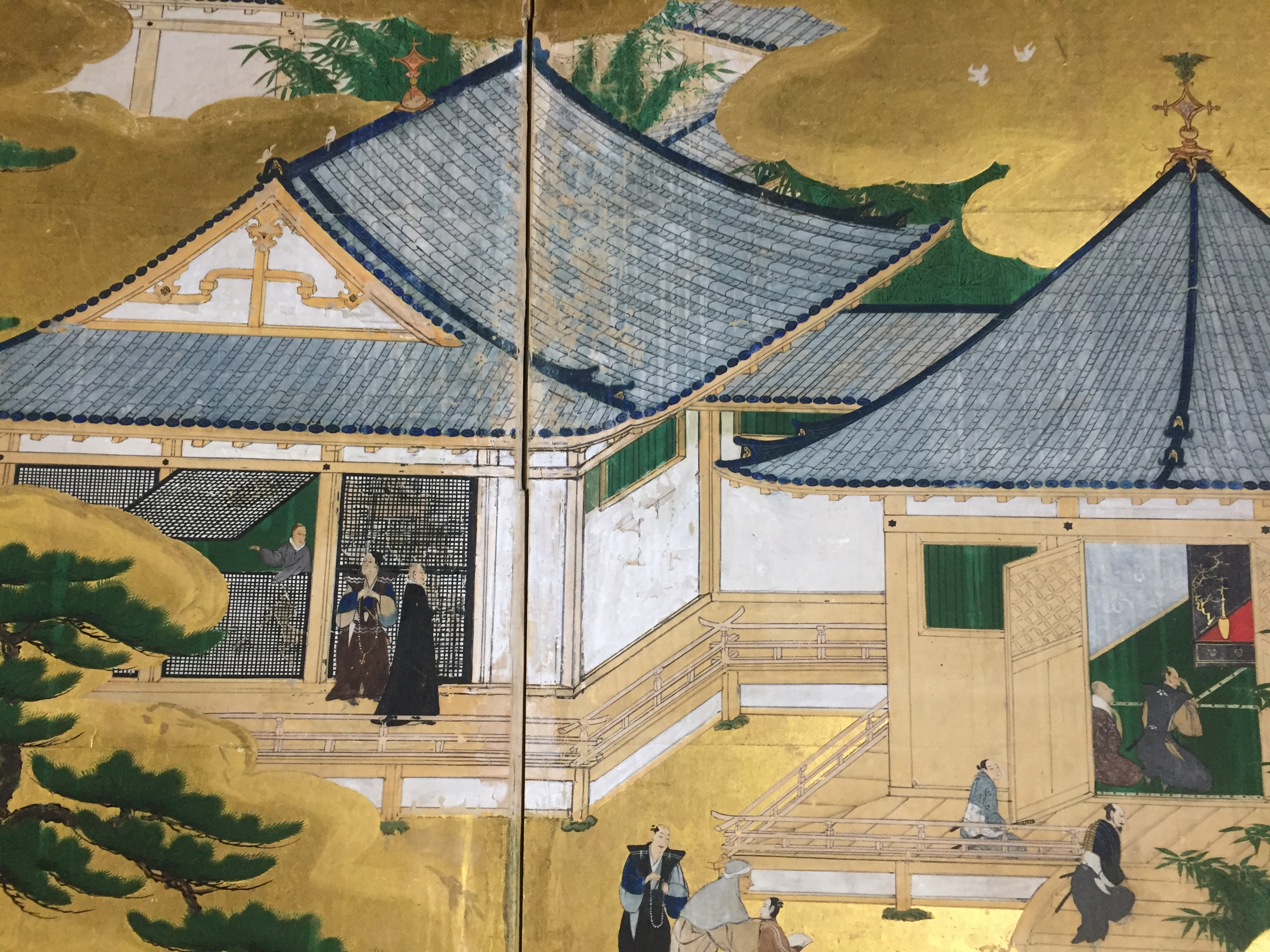
Kościół katolicki namban-ji z XVI wieku
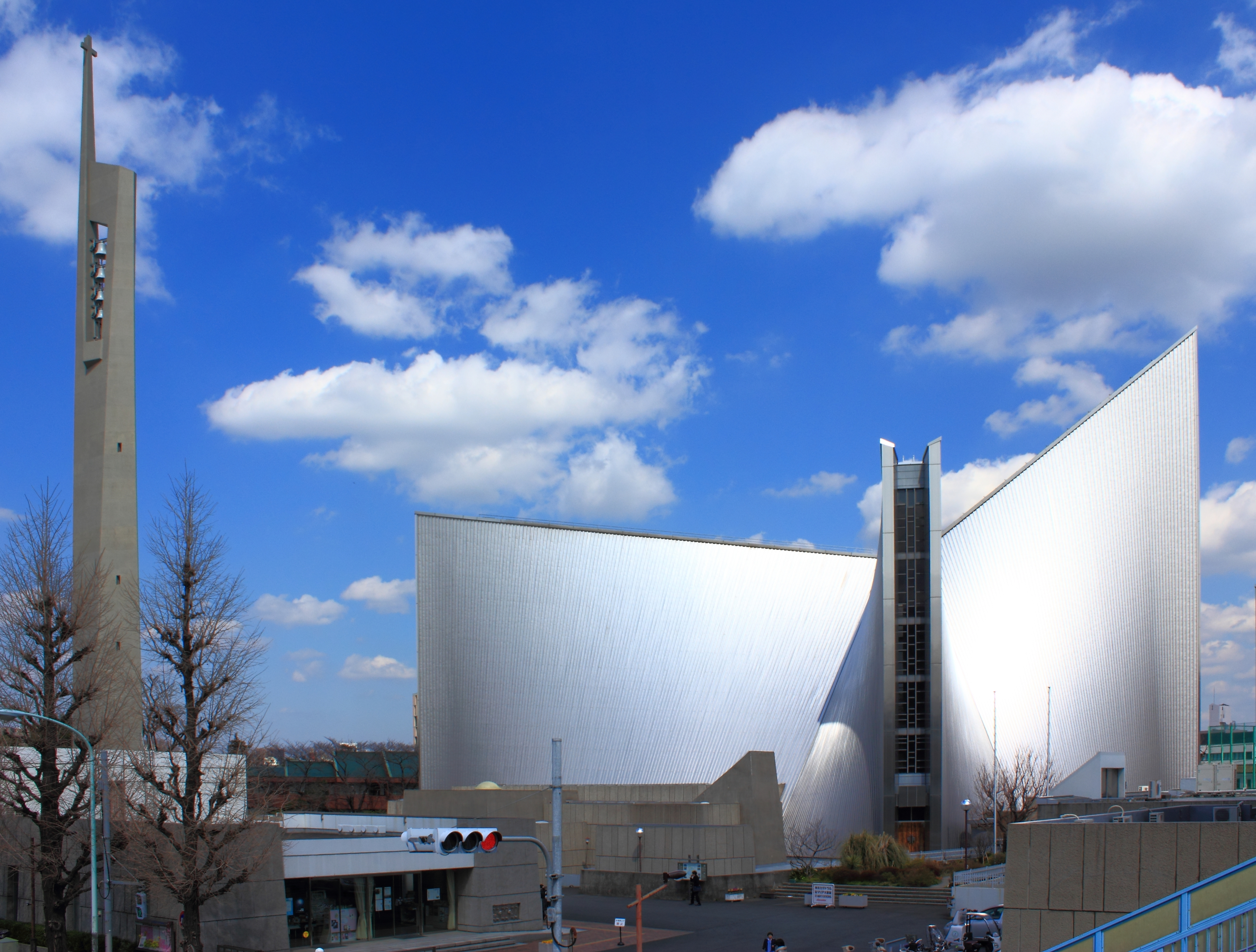
Katedra Najświętszej Marii Panny w Tokio
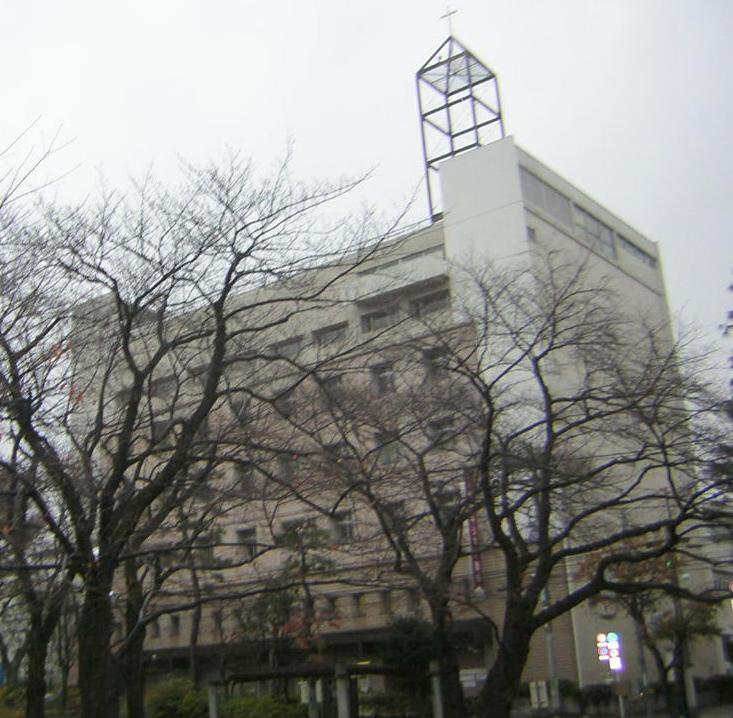
Kościół Biblijny w Tokio
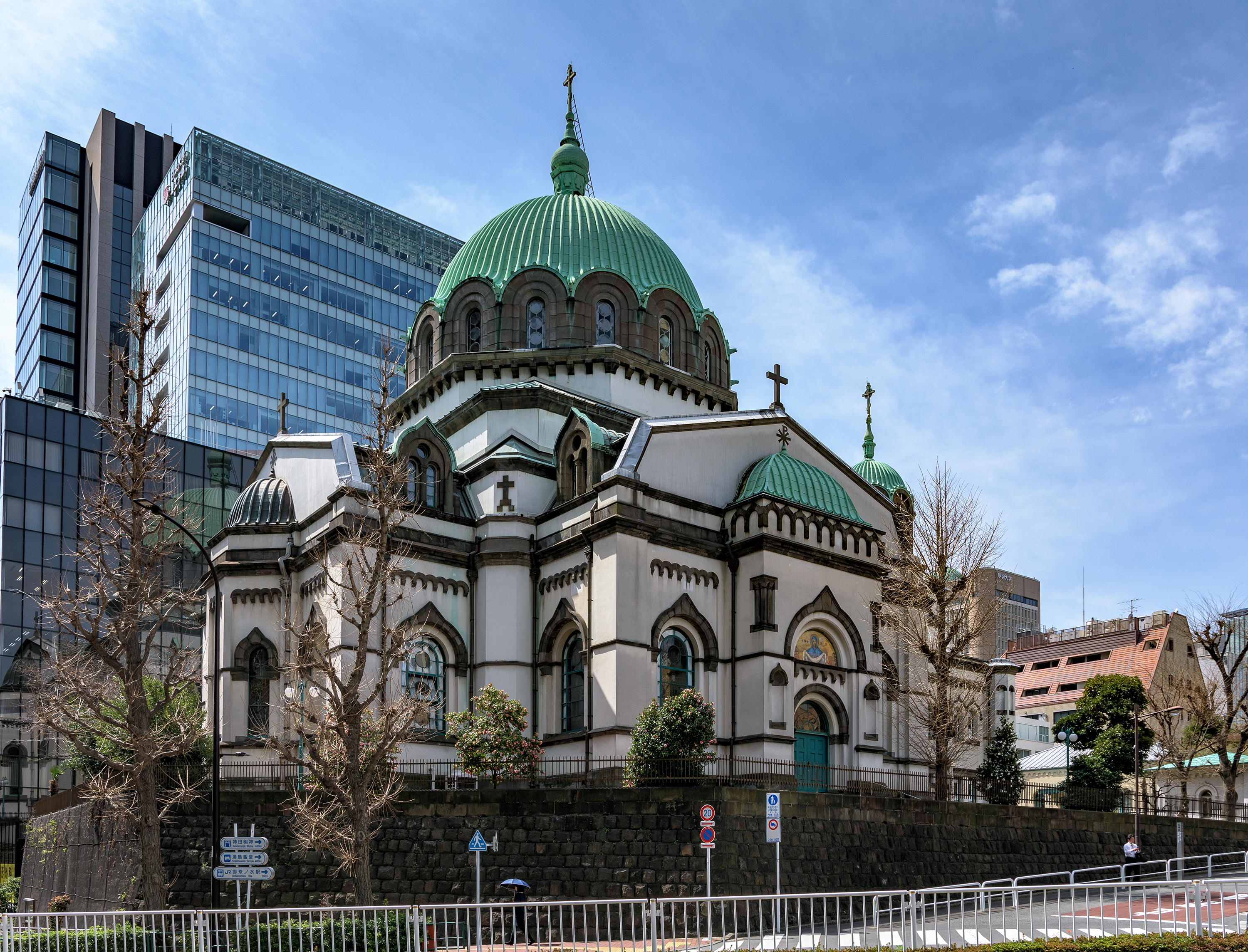
Sobór Zmartwychwstania Pańskiego w Tokio
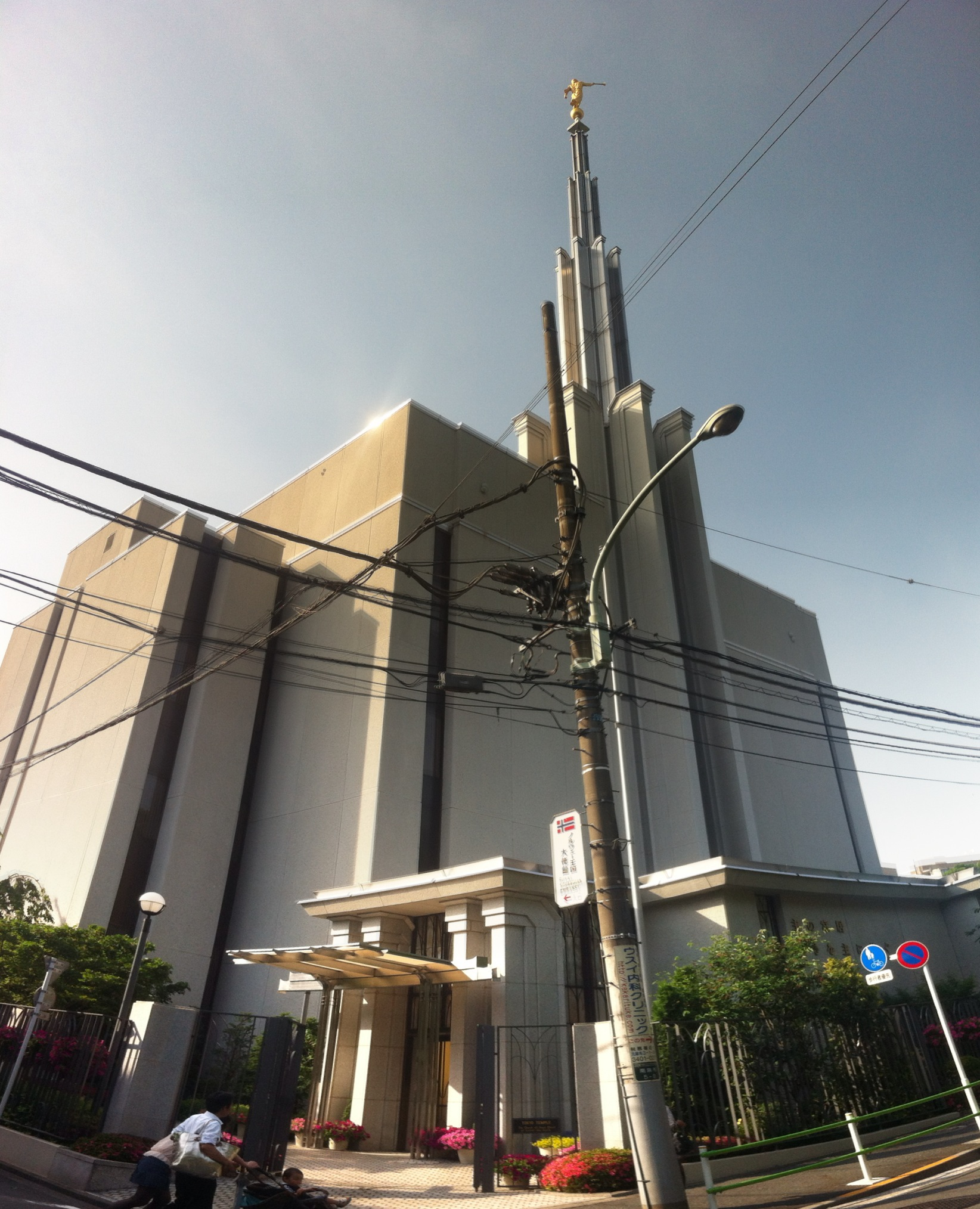
Świątynia mormonów w Tokio